# 男人食堂
《男人食堂》（英語：EatLaMen）是香港電視廣播有限公司的飲食休閒節目，由金剛、梁競徽、許紹雄擔任主持。本節目於2016年2月21日至7月31日香港時間逢星期日晚上22:30-23:30在翡翠台播出，及於MyTV提供網上節目重溫（集數上傳後兩個月後會刪除）；其中2016年3月6日，翡翠台抽起本節目，改為播放盧大偉逝世特備節目《別了Gag王盧大偉》。

## 節目簡介
位於電視廣播城三廠的居酒屋於2016年2月21日正式開業，大家必要認識居酒屋的三位老闆：「食堂社長」許紹雄（爸爸）、「食堂料理主廚」梁烈唯（唯唯）及「食堂本部長」金剛。三位老闆好像未懂得怎樣打理一間食店，引致生意慘淡，只好在居酒屋內大談男人的話題，務求「吹水度日」。
不知為何，擬訂好當晚高談闊論的主題後，總會有一些食客走入居酒屋內發表意見，帶動連串引人入勝的話題，令參與討論的人越來越多。可是有些食客只是來「串門子」。為挽留這些食客，唯唯拜師學習炮製精選料理，填飽各位食客的肚子之餘，讓大家繼續發揮「吹水本色」。
三位老闆亦會與食客大玩遊戲、唱唱歌，增加食堂的娛樂氣氛！居酒屋甚至會播放金剛於台灣遠道拍攝的短片，或一些一針見血的輕鬆搞笑片段，務求「一句KO」大家的笑點，將歡樂傳播。

## 每集內容
| 集數 | 播映日期                       | 主題                          | 食客 |
| 01   | 2月21日                        | 十個男人九個滾                | 吳若希、鄭俊弘、許廷鏗、胡鴻鈞、杜如風、江美儀、陳敏之、陳康健                                                        |
| 02   | 2月28日                        | 娛樂圈荒淫嗎?                 | 陳百祥、高海寧、陳國邦、曹永廉、農夫                                                                                  |
| 03   | 3月13日                        | 天生男人都鹹濕                | 吳業坤、馬國明、麥玲玲、肥媽、徐榮                                                                                    |
| 04   | 3月20日                        | 粗口文化                      | 尹光、單立文、譚玉瑛                                                                                                  |
| 05   | 3月27日                        | 男人失業捱得窮                | 韋家雄、劉錫賢、蔡國威、張文慈、謝文欣、張雪瑩、袁鎮業、黃耀煌                                                        |
| 06   | 4月17日                        | 兄弟情                        | 草蜢、黃宗澤、徐子珊                                                                                                  |
| 07   | 4月24日                        | 男人醉酒大件事                | 苗僑偉、江欣燕、范振鋒、林盛斌                                                                                        |
| 08   | 5月1日                         | 撒嬌女人最攞命?               | 阮兆祥、袁偉豪、吳家樂、馬蹄露、莊思敏、吳若希、楊秀惠、陳莉敏                                                        |
| 09   | 5月8日                         | 男人係要管?                   | 鄧梓峰、胡蓓蔚、謝安琪、陸永、黃又南、胡鴻鈞、陳嘉寶、賴慰玲                                                          |
| 10   | 5月15日                        | 男人愛玩命?                   | 錢小豪、洪天明、李家鼎、盧惠光                                                                                        |
| 11   | 5月22日                        | 我是路人甲                    | 黃光亮、陳煒、李成昌、湯洛雯、李天翔、古明華                                                                          |
| 12   | 5月29日                        | 你是女神?                     | 陶大宇、陳山聰、岑麗香、阮小儀、孫慧雪、陳詩欣、李靜儀                                                                |
| -    | 6月18日 （只於myTV SUPER播出） | 男女投訴科 （性在有情特別版） | 陳敏之、沈震軒、阮兆祥、小寶、C君                                                                                     |
| 13   | 7月3日                         | 夢想持久力                    | 譚詠麟、鄭欣宜、葉鴻輝、陳婉婷、胡兆康、鄭敬基                                                                        |
| 14   | 7月10日                        | 中年危機                      | 麥長青、鄭丹瑞、安德尊、李錦聯、盧覓雪                                                                                |
| 15   | 7月17日                        | 再見亦是朋友？                | 杜如風、蝦頭、黎芷珊、趙頌茹                                                                                          |
| 16   | 7月24日                        | 靈異經歷                      | 蘇民峰、車婉婉、歐陽震華、劉江、滕麗名、呂慧儀、韋家雄                                                                |
| 17   | 7月31日                        | 《男人食堂》告別宴            | Super Girls、陳詩欣、孫慧雪、單立文、江欣燕、吳若希、鄭俊弘、許廷鏗、胡鴻鈞、麥美恩、駱胤鳴、張彥博、謝芷倫、歐陽偉豪 |

## 粗口學堂
特別環節「粗口學堂」於下列集數內播出，由《學是學非》製作人吳俊達創作及編寫，並邀請當時香港中文大學教師歐陽偉豪主教，學生包括梁烈唯、麥美恩、駱胤鳴、張彥博、周梓盈、謝芷倫、吳嘉儀、楊嘉欣、蓋世寶、林穎彤、袁鎮業。
| 集數 | 播映日期 | 主題                       |
| 04   | 3月20日  | 粗口的歷史、來由           |
| 06   | 4月17日  | 兄弟                       |
| 09   | 5月8日   | 「街」、「皮」、「肺」     |
| 10   | 5月15日  | 色情電影片名字             |
| 11   | 5月22日  | 粗口擺位的重要性           |
| 13   | 7月3日   | 「鹹濕」、色情報章雜誌名字 |
| 16   | 7月24日  | 粗口歷年改變、諧音粗口     |

## 短劇
| 集數 | 播映日期                       | 主題                          | 演員                                                           |
| 01   | 2月21日                        | 我係𤓓男                      | 陸浩明、林泳淘、梁嘉琪、鄧永健、陳華鑫、吳嘉儀、彭紀諺、施駿喆 |
| 01   | 2月21日                        | 一句K.O.                      | 梁烈唯、麥美恩                                                 |
| 01   | 2月21日                        | 我係心急男                    | 陸浩明、梁嘉琪                                                 |
| 02   | 2月28日                        | 我係賤男                      | 陸浩明、林泳淘、鄧永健、施駿喆、梁嘉琪                         |
| 02   | 2月28日                        | 我係毒男                      | 陸浩明、梁嘉琪、鄧永健                                         |
| 03   | 3月13日                        | 我係賤男                      | 黃建東、朱智賢、孫慧雪、謝芷倫、黃文意                         |
| 03   | 3月13日                        | 我係奄尖男                    | 黃建東、謝芷倫、鄭健樂                                         |
| 03   | 3月13日                        | 我係低頭男                    | 黃建東、孫慧雪                                                 |
| 08   | 5月1日                         | 我係後悔男                    | 黃建東、莫家淦、林泳淘                                         |
| -    | 6月18日 （只於myTV SUPER播出） | 偽毒男事件簿 愛情突然來的時候 | 王貽興、楊秀惠                                                 |
| 13   | 7月3日                         | 我係𤓓男                      | 莫家淦、朱智賢                                                 |
| 14   | 7月10日                        | 我係𤓓男                      | 莫家淦、朱智賢、林泳淘、沈可欣                                 |

## 外部連結
- 男人食堂 - 每集內容 - tvb.com （页面存档备份，存于）
- 男人食堂 - 每集重溫 - 優酷網 （页面存档备份，存于）
- 《男人食堂》第二集繼續「賣」淫！